# 喜馬拉雅鯨
喜馬拉雅鯨（學名Himalayacetus），又名喜馬拉雅原鯨，是一種已滅絕的肉食性陸行鯨科。牠們生存於始新世的特提斯洋（即古地中海）海岸，當時印度板块並未與辛梅利亞大陸碰撞。其化石是在喜馬拉雅山發現。